# New Brunswick (Nova Jersey)
New Brunswick és una població dels Estats Units a l'estat de Nova Jersey. Segons el cens del 2006 tenia 50.172 habitants.

## Demografia
Segons el cens del 2000, New Brunswick tenia 48.573 habitants, 13.057 habitatges, i 7.207 famílies. La densitat de població era de 3.585,9 habitants/km².
Dels 13.057 habitatges en un 29,1% hi vivien nens de menys de 18 anys, en un 29,6% hi vivien parelles casades, en un 18% dones solteres, i en un 44,8% no eren unitats familiars. En el 24,3% dels habitatges hi vivien persones soles el 8,4% de les quals corresponia a persones de 65 anys o més que vivien soles. El nombre mitjà de persones vivint en cada habitatge era de 3,23 i el nombre mitjà de persones que vivien en cada família era de 3,69.
Per edats la població es repartia de la següent manera: un 20,1% tenia menys de 18 anys, un 34% entre 18 i 24, un 28,1% entre 25 i 44, un 11,3% de 45 a 60 i un 6,5% 65 anys o més.
L'edat mediana era de 24 anys. Per cada 100 dones de 18 o més anys hi havia 96,8 homes.
La renda mediana per habitatge era de 36.080 $ i la renda mediana per família de 38.222 $. Els homes tenien una renda mediana de 25.657 $ mentre que les dones 23.604 $. La renda per capita de la població era de 14.308 $. Aproximadament el 16,9% de les famílies i el 27% de la població estaven per davall del llindar de pobresa.

## Poblacions més properes
El següent diagrama mostra les poblacions més properes.